# Wuwei (Wuhu)
Wuwei (chiń. upr. 无为; chiń. trad. 無為; pinyin Wúwéi) – miasto na prawach powiatu w zachodniej części prefektury miejskiej Wuhu w prowincji Anhui w Chińskiej Republice Ludowej. Liczba mieszkańców, w 2010 roku, wynosiła około 1 054 000.
16 grudnia 2019 roku dotychczasowy powiat Wuwei został przekształcony w miasto na prawach powiatu.